# Topologia di Zariski
In matematica, e più precisamente in geometria algebrica, la topologia di Zariski (dal nome del matematico Oscar Zariski) è una topologia sullo spazio affine {\displaystyle \mathbb {A} _{k}^{n}} i cui chiusi sono tutti e soli gli insiemi algebrici, cioè i luoghi dove si annullano contemporaneamente i polinomi di un ideale di {\displaystyle k[x_{1},\dots ,x_{n}]}. Si può costruire la topologia di Zariski anche sullo spazio proiettivo {\displaystyle \mathbb {P} _{k}^{n}} considerando come chiusi gli insiemi algebrici proiettivi.

## Proprietà
Sia {\displaystyle X} uno spazio affine o proiettivo con infiniti elementi considerato con la topologia di Zariski, allora:
- {\displaystyle X} non è uno spazio di Hausdorff;
- {\displaystyle X} è uno spazio T1, in quanto i punti sono chiusi;
- {\displaystyle X} è compatto e in particolare lo è ogni suo sottoinsieme chiuso;
- {\displaystyle X} è uno spazio topologico irriducibile e in particolare gli aperti non vuoti di {\displaystyle X} sono densi.

## Limitatezza
La topologia di Zariski segue facilmente dalle prime proprietà dell'anello dei polinomi ed è utile in molte situazioni; tuttavia, senza una scelta accurata dei morfismi accettati, porta a risultati poco interessanti: ad esempio, due curve algebriche sono sempre omeomorfe, solo per avere la stessa cardinalità. Naturalmente, questo omeomorfismo non è un morfismo nel senso della geometria algebrica, ma questa scelta si pone al di sopra della topologia, non è intrinseca.